# Unity Roots and Family, Away
Unity Roots and Family, Away (UR&FA) es el octavo álbum liberado de la banda de rock japonés GLAY. Alcanzó el número 1 en las listas Oricon y vendió alrededor de 436 180 copias. En este álbum GLAY toma un nuevo giro y salpica en géneros como el Evangelio, R & B, Blues y Rock Ballads El líder de la banda, Takuro, quería un disco hecho para las personas más cercanas a él, lo que resultó en "UR&FA".
...people like my family members, lovers, friends, staff, acquaintance relationships, and the people I have around me greatly influence my work, and I wanted to make one album about that. My keyword was "roots". And, after that I had "unity". ...I wanted to do this theme one time. We did a gospel sound in order to represent these people the closest. (Takuro)

## Lista de canciones
1. WE ALL FEEL HIS STRENGTH OF TENDER
2. mata koko de aimashou (またここであいましょう?)
3. girlish MOON
4. Way of Difference
5. koukai (航海)
6. yuruginai monotachi (ゆるぎない者達)
7. natsu no kanata e (Johnny the unity mix) (夏の彼方へ（Johnny the unity mix))
8. neverland
9. karera no HOLY X'mas (彼らのHOLY X'mas)
10. Father & Son
11. sotsugyou made, ato sukoshi (卒業まで、あと少し)
12. Friend of mine
13. ALL STANDARD IS YOU ~END ROLL~ (Arranged by GLAY, Masahide Sakuma, and dj honda)